# Le Derrière
Le Derrière és una pel·lícula francesa dirigida per Valérie Lemercier, estrenada el 1999.

## Argument
Frédérique Sénéque (Valérie Lemercier), una jove del camp, decideix, després de la mort de la seva mare, marxar a París amb l'esperança de trobar el seu pare (Claude Rich), del que fa temps que no en sap. En descobrir que ell, un ric notable, viu amb un home (Dieudonné), decideix fer-se passar per un noi, pensant que així serà millor acceptada. Però les seves maneres efeminades fan pensar al seu pare que aquest fill que descobreix també és homosexual. Es produeixen una sèrie de malentesos, mentre el pare de Frédérique s'avergonyeix cada cop més pel seu estrany "fill".

## Repartiment
- Valérie Lemercier: Frédérique
- Claude Rich: Pierre Arroux
- Dieudonné: Francesc
- Marthe Keller: Christina
- Patrick Catalifo: Jean-François
- Didier Brengarth: Marc
- Amira Casar: Anne-Laure
- Didier Bénureau: M. Mulot
- Laurent Spielvogel: Patrick
- Franck de La Personne: Georgette
- Emmanuel Guttierez: Christophe Van Huz, el gendre belga
- Thomas Dutronc: Julien, fill de Christina
- Élie Lison: Jean Lampoel, cunyat de Pierre
- Alain Doutey: El pacient francès
- Patrick Zard: Philippe
- Edward Arckless: El professor de dansa
- Monique Aussudre: mare de Frédérique (veu)
- François Baudot: Jacques, l'amic del brunch
- Laurent Benoît: L'home de l'obertura
- Jean-Yves Bouvier: Michel, el cambrer de Marthy's
- Denis Braccini: El cuirer de la Victòria
- Joseph Carle: Germain, l'examant de Francis
- Fabienne Chaudat: Josy, la gorila de la Victòria
- Oliver Compton: Adolescent a la festa de Christian
- Suzanne Couderc: El carnisser
- Alix de Konopka: Agnès, la veïna
- Véronique de Villèle: Edwige Lampoel, germana de Pierre
- Madeleine Desliens: Catherine, ajudant de Pierre
- Alain Floret: l'antiquari de puces
- Nicolas Foenkinos: Adolescent a la festa de Christian
- Nadia Fossier: Mathilde, la mare del nadó
- Alice Gotheil: Adolescent a la festa de Christian
- Thierry Gueugniau: El veterinari
- Olivia Larrain: La noia americana del bany
- Laurent Lederer: un VRP a l'entrada de Victory
- Thérèse Leroux: La cambrera de puces
- Colette Maire: Colette, la mare de Marc
- Joseph Malerba: Un VRP a l'entrada de la Victòria
- Marc Marcillac: El queixat de la nit
- Josette Merienne: La mare del fals fill
- Manuel Munz: L'amant del xampany
- Jérôme Navarro: L'home del contestador (veu)
- Charlie Nelson: El vagabund a la banqueta
- Frank Nicotra: Un VRP a l'entrada de Victory
- Jean-Marc Pancol: El fill fals
- Marie Rossi: La cartera
- Jean-Jacques Vanier: secretari de premsa de Pierre
- Guillaume Vizzone: El servidor de la cafeteria
- Philippe Pelletier: un client al bar nocturn (sense acreditar)

## Recepció
Va formar part de la selecció oficial de la XX edició de la Mostra de València, en la que va gaunyar la Palmera de Bronze a la millor pel·lícula i la menció a la millor interpretació masculina.